# Ramon Galloway
Ramon Bysheer Galloway (Filadelfia, Pensilvania, 10 de febrero de 1991) es un baloncestista estadounidense que pertenece a la plantilla del San Sebastián del TBS de la Asociación de Baloncesto de la Provincia Espaillat de la República Dominicana. Con 1,90 metros de estatura, juega en la posición de base.

## Trayectoria deportiva

### Universidad
Jugó dos temporadas con los Gamecocks de la Universidad de Carolina del Sur, en las que promedió 9,3 puntos, 2,6 rebotes y 1,4 asistencias por partido. En 2011 fue transferido a los Explorers de la Universidad La Salle, donde jugó dos temporadas más, en las que promedió 15,7 puntos, 4,6 rebotes y 3,6 asistencias por partido, siendo incluido en el segundo mejor quinteto de la Atlantic 10 Conference en 2012 y en el mejor al año siguiente.

### Profesional
Tras no ser elegido en el Draft de la NBA de 2013, el 16 de julio firmó con el KK Igokea de la ABA Liga, pero fue despedido tras sólo cuatro partidos disputados.
El 6 de noviembre firmó con los Skyliners Frankfurt de la Basketball Bundesliga, con los que jugó una temporada en la que promedió 9,7 puntos y 2,5 rebotes por partido.
En 2014 firmó con el Derthona Basket de la Serie A2 italiana, En su única temporada en el equipo promedió 14,9 puntos, 4,7 rebotes y 3,0 asistencias por partido, que hicieron que el Pallacanestro Varese de la Serie A1 se fijara en él para la siguiente temporada. Pero rescindió su contrato en febrero de 2016, tras promediar 9,3 puntos y 3,6 rebotes por partido.
Al día siguiente de romper contrato con el Pallacanestro Varese, fichó para el resto de la temporada por el Fulgor Omegna de la Serie A2, con los que disputó 10 partidos en los que promedió 14,9 puntos y 5,2 rebotes.
En julio de 2016 se unió a los Charlotte Hornets para disputar las Ligas de Verano. El 21 de octubre firmó contrato con los Orlando Magic para disputar la pretemporada, pero fue despedido al día siguiente. El 29 de octubre fue adquirido por los Erie BayHawks como jugador afiliado de los Magic.